# Třída Děkabrist
Třída Děkabrist (jinak též třída D) byla třída ponorek Sovětského námořnictva. Celkem bylo postaveno šest jednotek této třídy. Ve službě byly od roku 1930. Byly to první sovětské ponorky a zároveň první ruské ponorky postavené od konce první světové války a Říjnové revoluce. Druhou světovou válku přečkaly pouze dvě. Ponorka D-2 se dochovala jako muzejní loď v Petrohradu.

## Stavba
Stavba ponorek třídy D byla součástí sovětského programu obnovy flotily z roku 1926. Hlavním konstruktérem třídy byl Boris Michajlovič Malinin. Celkem bylo postaveno šest jednotek této třídy. Dokončeny byly v letech 1930–1931. Nevyzrálá konstrukce si během služby vynucovala četné úpravy a opravy.
Jednotky třídy Děkabrist:
| Jméno           | Loděnice  | Založení kýlu | Spuštěna           | Vstup do služby | Poznámky |
| --------------- | --------- | ------------- | ------------------ | --------------- | --- |
| Děkabrist       | Leningrad | 1927          | 3. listopadu 1928  | listopad 1930   | Od roku 1934 D-1. Dne 13. listopadu 1940 ztroskotala v Motovském zálivu.                                                       |
| Narodovec       | Leningrad | 1927          | 19. května 1929    | září 1931       | Od roku 1934 D-2. Cvičný hulk 1956. Muzejní loď.                                                                               |
| Krasnogvardějec | Leningrad | 1927          | 12. července 1929  | říjen 1930      | Od roku 1934 D-3. V červnu 1942 zmizela u norského pobřeží, pravděpodobně zničena minou.                                       |
| Revolucioněr    | Nikolajev | 1927          | 21. března 1930    | prosinec 1930   | Od roku 1934 D-4. Dne 4. prosince 1943 poblíž Jevpatorije potopena německými plavidly UJ102 a UJ103.                           |
| Spartakovec     | Nikolajev | 1927          | 12. října 1930     | duben 1931      | Od roku 1934 D-5. Od roku 1948 testovací plavidlo, vyřazena 1955.                                                              |
| Jakobinec       | Nikolajev | 1927          | 15. listopadu 1930 | červen 1931     | Od roku 1934 D-6. Dne 18. srpna 1941 poškozena německým letectvem. Dne 26. června 1942 v Sevastopolu zničena vlastní posádkou. |

## Konstrukce

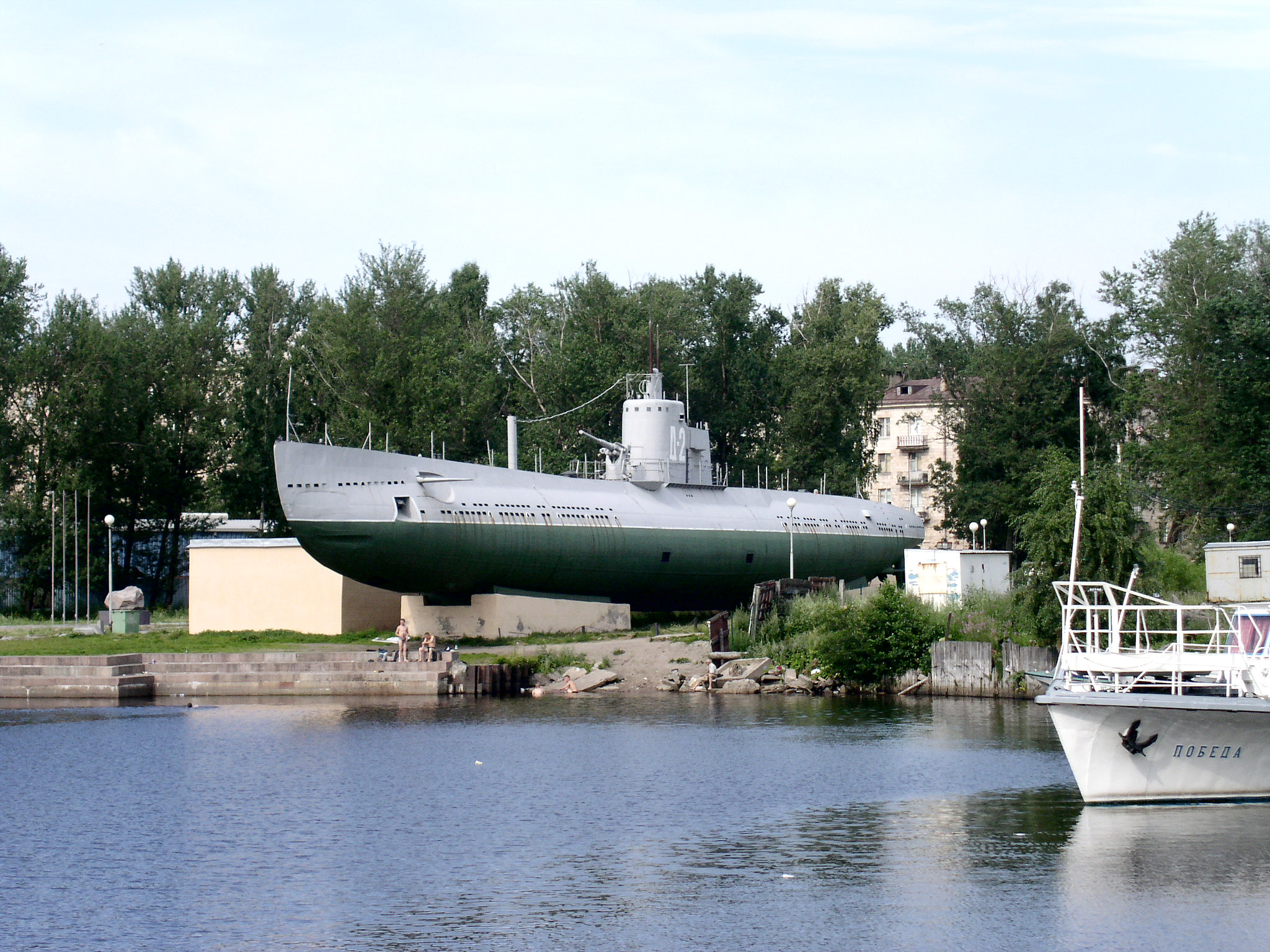
Ponorka D-2 vystavená v Petrohradu

Jednalo se o středně velká plavidla dvoutrupé koncepce. Trup byl rozdělen do osmi sekcí. Hlavńovou výzbroj představoval jeden 100mm kanón, jeden 45mm kanón a jeden 7,62mm kulomet. Dále nesly osm 533mm torpédometů se zásobou čtrnáct torpéd. Pohonný systém tvořily dva diesely o výkonu 2600 bhp a dva elektromotory o výkonu 1600 shp, pohánějící dva lodní šrouby. Nejvyšší rychlost dosahovala čtrnáct uzlů na hladině a devět uzlů pod hladinou. Dosah byl 7500 námořních mil při rychlosti devíti uzlů na hladině a 132 námořních mil při dvou uzlech pod hladinou.